# Johan Mjällby
Johan Mjällby (9 de febrero de 1971) es un exfutbolista sueco que actualmente ejerce de entrenador. Su último club fue el AIK Solna y ahora mismo es el asistente del entrenador del Celtic de Glasgow.

## Clubes
| Club       | País    | Años        |
| ---------- | ------- | ----------- |
| AIK Solna  | Suecia  | 1989 - 1998 |
| Celtic FC  | Escocia | 1998 - 2004 |
| Levante UD | España  | 2004 - 2005 |
| AIK Solna  | Suecia  | 2006        |

## Palmarés
AIK Solna
- Allsvenskan: 1991-92, 1997-98
- Copa de Suecia: 1996, 1997

Celtic FC
- Premier League de Escocia: 2000-01, 2001-02, 2003-04
- Copa de Escocia: 2001, 2004
- Copa de la Liga de Escocia: 2000, 2001

- Datos: Q349848
- Multimedia: Johan Mjällby / Q349848